# Antonín Kammel
Antonín Kammel (21 avril 1730 – 5 octobre 1784) est un compositeur et violoniste bohémien. Son œuvre la plus connue est son deuxième quatuor à cordes.

## Biographie

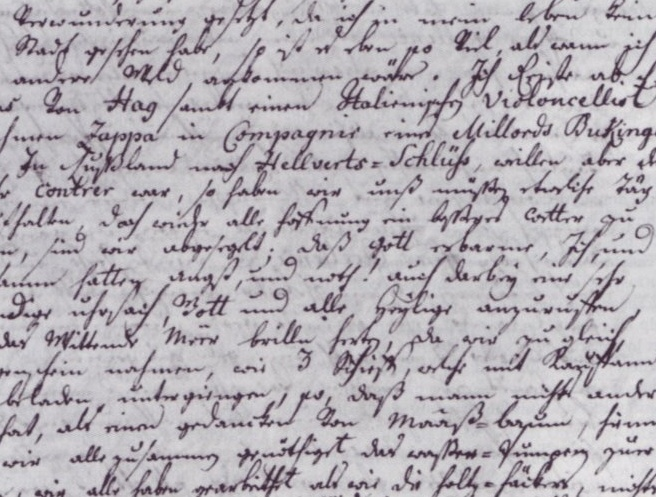
Lettre d'Antonín Kammel datée de Londres du 29 mars 1765, au comte Vincent Ferreria de Waldstein-Wartenberg (1731–1797). Archives d'État de Prague.

Kammel est né à Bieletsch, en Royaume de Bohême. Son père est forestier sur le domaine Wallenstein. Il étudie d'abord au Collège de Slaný entre 1746 et 1751, où il reçoit une bonne éducation musicale. Ensuite il étudie probablement la philosophie à l'Université de Prague, jusqu'en 1753 puis est inscrit à la faculté de droit.
Doué pour la musique, son talent décide de sa carrière : le comte Waldstein l'envoie à Padoue en l'Italie, pour y étudier avec Tartini. Au début de 1765, il s'installe à Londres – Leopold Mozart le cite dans son journal de voyage. Une lettre de Kammel au comte Waldstein décrit les performances du jeune Mozart. C'est à Londres que sont publiées en 1766, à ses frais, ses premières œuvres. Il fait partie du cercle social des principaux imprésarios de concert de Londres au XVIIIe siècle, Johann Christian Bach et Carl Friedrich Abel : on trouve des publications conjointes d'œuvres de Bach, Abel et Kammel. Il se produit en concert pour la première fois en 1766 et 1768. Kammel peut avoir été parmi les musiciens de chambre royaux, où il est apparu au violon et à l'alto. Il se donne en concert annuellement jusqu'en 1782.
Il a également joué dans des festivals de musique en province, à Stamford, Lincs, à Bath en 1768 et 1769, au festival de Winchester dans les années 1770, et conduisant l'orchestre de Salisbury en 1771, ainsi qu'a Blandford à plusieurs reprises et à Newbury aux alentours de 1775.
Le 20 janvier 1768 il épouse Ann Edicatt ; ils eurent six enfants.
Il meurt à Londres en 1784 dans sa cinquante-quatrième année.

## Œuvres
Kammel laisse essentiellement des œuvres instrumentales pour cordes. 26 numéros d'opus et quelques autres publications : sonates, duos, trios, divertimentos, symphonies et concertos pour violon. publiées entre 1770 et 1777 à Londres, mais aussi Paris, Amsterdam, La Haye et Berlin, mais rarement au-delà de 1786.
Les quelques œuvres utilisant un instrument à clavier ou des instruments à vent le montrent avec moins d'assurance. Son style est proche du premier Haydn et de JC. Bach.